# Alinne Rosa
Aline Oliveira Santos (Itabuna, 22 de março de 1981), mais conhecida como Alinne Rosa, é uma cantora e compositora brasileira. Sua carreira teve início em 2003, na Bahia, como vocalista da banda Cheiro de Amor, na qual lançou 7 CDs e 3 DVDs que conquistaram Disco de ouro/Platina Duplo que venderam mais de 700 mil cópias por todo o Brasil e marcou sucessos como Amassadinho, Caras e Bocas, O Seu Adeus, Dias de Sol, Chama da Paixão, Esperando Na Janela e Pensa em Mim. Em 2013, Alinne foi citada como "Uma das inspiração do Axé" na matéria "Tratando de Ritmo" da Revista Rolling Stone Brasil. Em 2014 deixou a banda pra seguir carreira solo com o lançamento do primeiro single, Complicamos Demais, que foi a trilha sonora da personagem principal "Helena", vivida por Júlia Lemmertz na novela Em Família da Rede Globo, presente em seu primeiro álbum solo, EP Estilo Meu. Este mesmo álbum possui também os singles Chegue Chegando, Nada Está Normal, Pulaê e Estilo Meu, que também fez parte do famoso álbum Arena Pop. O álbum foi gravado pela Som Livre e esteve na 18ª posição de álbuns nacionais mais baixados da iTunes no mesmo ano do lançamento.
Em 11 de novembro 2016, lançou o seu primeiro DVD/CD solo, intitulado País Da Fantasia, produzido nos estúdios da Plus+ Produção Musical por Billy Rasec, lançado pela plataforma digital Vevo, alcançando a marca de 1,8 milhões de acessos no YouTube. O País da Fantasia é marcado pelo estilo eclético, mesclando o Axé music com rap e baladas românticas, além de misturar batidas eletrônicas com a percussão baiana.

## Biografia
Aline Oliveira Santos nasceu em Itabuna em 22 de março de 1982, filha de Valdinete e Celerino. Ela foi criada com os avós paternos até os 12 anos em uma família de religião evangélica, onde começou a cantar.

## Carreira
Em 2003, a Cheiro Produções realizou uma série de seletivas para escolher uma nova cantora para o grupo. Depois de fazer diversos testes com garotas de toda a Bahia, os empresários da banda conhecem Alinne Rosa, até então conhecida como Alyne Rosa nos shows que realizava em Salvador. Apesar do cabelo rosa e dos piercings, a cantora foi convidada a realizar uma audição, tornando-se a nova vocalista da banda. Na ocasião, Alinne fez diversas apresentações em cima do trio elétrico em Salvador, comandando o Bloco Cheiro de Amor antes de ser anunciada como vocalista oficial, para ganhar a aceitação do público. Ainda em 2003, o grupo lançou o primeiro disco com a nova vocalista no final do ano, Adrenalyne Pura - Ao Vivo. A canções Amassadinho, e Caras e Bocas atingiram o primeiro lugar nas rádios de todo país, marcando a retomada do sucesso do grupo e fazendo com que o disco vendesse em torno de 120 mil cópias. No carnaval de 2004, Alinne Rosa conquistou o Troféu Dodô e Osmar e o Troféu Band Folia como "cantora revelação". No começo do ano de 2005, foi lançado o disco De Bem com a Vida que foi lançado pela EMI, traz o single O Seu Adeus como grande sucesso, atingindo o primeiro lugar nas rádios. O álbum vendeu mais de 100 mil cópias.
No final do mesmo ano, o disco Cheiro de Amor - Ao Vivo marcou os 25 anos de criação do Bloco Cheiro de Amor (20 anos dos quais correspondem ao período da banda propriamente dita). O trabalho foi lançado em DVD, sendo o primeiro registro em vídeo do grupo em toda carreira e trazendo a participação das antigas vocalistas Márcia Freire e Carla Visi. O álbum vendeu em torno de 250 mil cópias e trouxe o disco de ouro para o grupo. Na época, o disco recebeu boas críticas e foi considerado a grande retomada do sucesso pela banda, dando, também, o título de "Furacão Baiano" à vocalista. No verão de 2006, o disco Tudo Mudou de Cor marcou o segundo álbum de estúdio com a nova formação, e a sua volta à Universal Music, trazendo, o single Esperando na Janela, que se tornam grande sucesso radiofônico. O álbum trouxe boa recepção da crítica, que declarou que a nova fase do Cheiro "vem mostrando cada vez mais que 'chegou pra ficar', e que a aposta em Alinne deu bons resultados". Em 2008 chega, às lojas, o disco Cheiro de Amor Acústico, que traz antigos sucessos e canções inéditas em versões acústicas, reavivando o repertório do grupo. Com o disco, foi realizado, também, o segundo DVD. Ambos ganharam disco de ouro. O disco vendeu em torno de 30 mil cópias, colocando as canções "Dias de Sol" e "Pena em Mim" em primeiro lugar nas rádios brasileiras, fazendo, também, a faixa "Chama da Paixão" um dos grandes sucessos do carnaval de 2010. Na gravação do trabalho, porém, uma grande controvérsia gerou-se quando Daniela Mercury, uma das convidadas, trocou um beijo com Alinne.

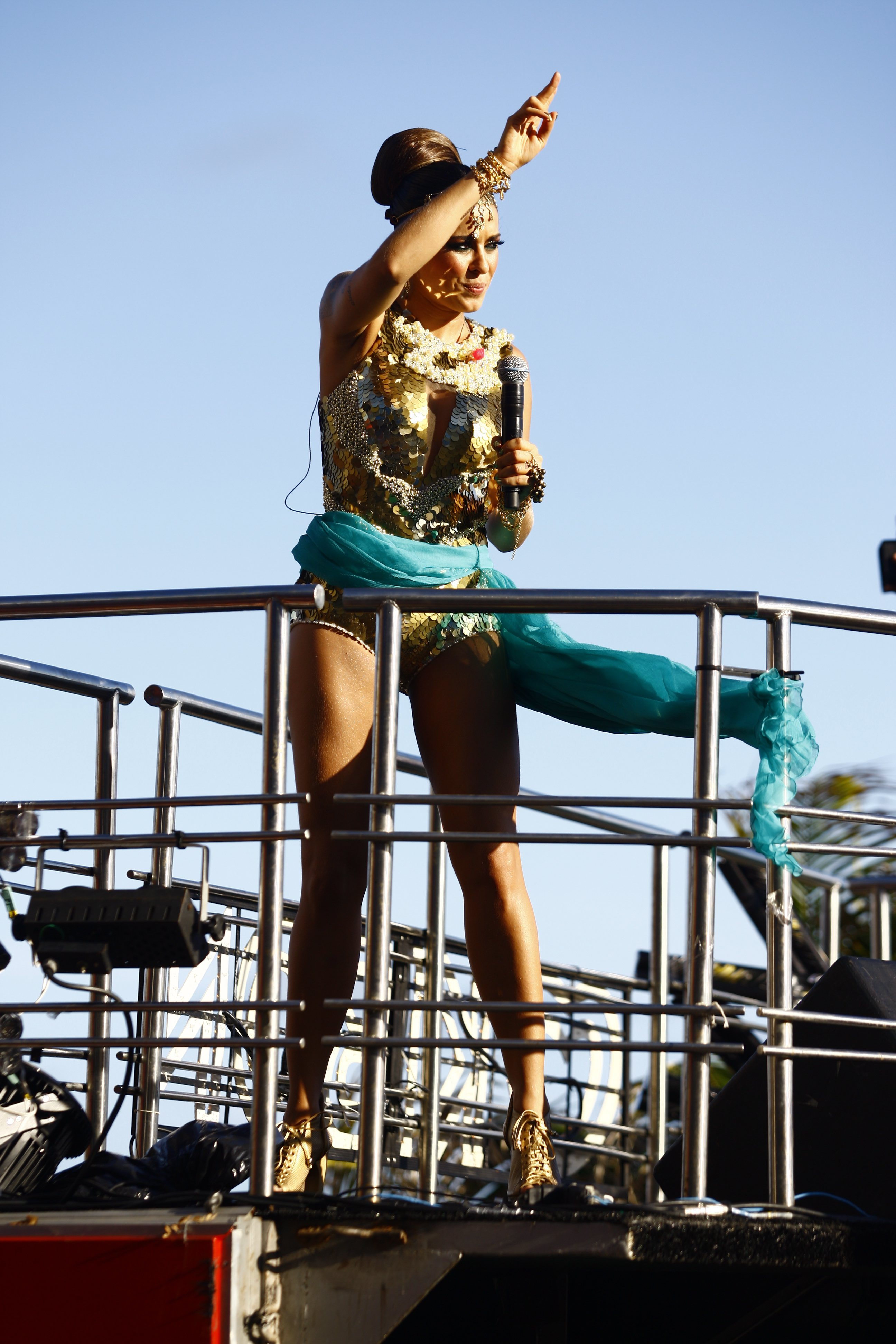
Alinne Rosa tem várias indicações de Melhor Cantora e vários prêmios conquistados, concorrendo com outros grandes nomes da música baiana como Daniela Mercury, Margareth Menezes, Ivete Sangalo e Claudia Leitte.

No início de 2010, é lançado o disco Axé Mineirão, gravado no Estádio Governador Magalhães Pinto, conhecido como Mineirão, em Belo Horizonte. Nos shows realizados em três dias no local, que contaram com um público de 120 mil pessoas, ocorreram as gravações do DVD e do álbum ao vivo. Alinne Rosa trouxe, como maiores sucessos, as canções Lua de São Jorge, Dias de Sol e Xequerê.
Em 2010, Alinne foi eleita em 2° lugar, pelo "Top TV Mulheres" da RecordTV, uma das "10 Vocalistas Mais Belas do Atualidade" ao lado da ex vocalista das The Pussycat Dolls, Nicole Scherzinger, que ocupou o 3° lugar, as restantes das posições foram ocupados por outros grandes nomes como Vanessa Hudgens, Lovefoxxx, Fernanda Takai, e Paula Toller. Pelo segundo ano consecutivo, Alinne, recebeu o Troféu Castro Alves de "Melhor Cantora do Carnaval de Salvador" em 2010 e 2011, concorrendo com Larissa Luz e Claudia Leitte. Pelo sexto ano consecutivo, Alinne, recebeu o Troféu Oscar Folia de "Melhor Cantora de Micareta" em 2010, 2011, 2012, 2013, 2015 e 2019, concorrendo com Ivete Sangalo, Claudia Leitte, Margareth Menezes e Daniela Mercury. Em 2017, Alinne concorreu ao título de "Rainha do Carnaval Brasileiro" pela revista norte-americana Billboard, e foi reconhecida como umas das maiores cantoras de Axé no Brasil. Já foi eleita umas das "100 mulheres mais sexy do mundo", pela VIP. Em outubro de 2018, Alinne foi uma das grandes atrações do Sun Music Festival, onde a cantora dividiu o palco com uns dos grandes ícones do Rock internacional, Dave Evans, vocalista da banda AC/DC. Em 2019, Alinne levou pra casa o Troféu "IH, MIGA!" de "Melhor Cantora do Carnaval de Salvador". Alinne iniciou sua carreira no grupo musical Cheiro de Amor, em 2003 e dez anos depois, lançou seu primeiro álbum, EP Estilo Meu (2014), pela gravadora Som Livre, que esteve na 18ª posição do Top Albums mais baixados da Brazilian iTunes Charts. Seus álbuns seguintes, EP País Da Fantasia (2016) e DVD/CD País Da Fantasia (2016) foram lançados pela plataforma Vevo, atingindo a marca de 1,7 milhões de visualizações no YouTube. Além disso, o álbum esteve na 40ª posição do Top Albums mais baixados da Brazilian iTunes Charts. Em 31 de dezembro de 2017 o canal Rede TV exibe um show especial de Alinne, apresentando o seu primeiro DVD solo País Da Fantasia. Em 2018, Alinne  participa pela primeira vez em carreira solo no Programa Silvio Santos, a cantora baiana participou pela segunda vez do quadro "Jogo das 3 pistas" onde levou a melhor, dessa vez a disputa foi com a cantora Joelma Mendes. 
Em 2012, estreia como atriz na minissérie O Brado Retumbante da Rede Globo, no mesmo ano a música Me Agarra foi indicado a "Melhor Música" do Troféu Band Folia, no final do ano a cantora participa do Show da Virada, pelo segundo ano consecutivo. Em 2014, iniciou a sua carreira solo com o EP Estilo Meu, gravado pela Som Livre. O álbum conta com 5 faixas, incluindo a canção Complicamos Demais, tema da novela Em Família da Rede Globo, e esteve entre os álbuns de Axé mais baixados na iTunes Brasil no mesmo ano do lançamento. Em 2015, Alinne fez seu primeiro show internacional em carreira solo, nos Estados Unidos, e iniciou uma turnê com a festa Chá da Alice, levando o "Chá Rosa" para as principais capitais do Brasil. Sem parar de produzir, a cantora lançou Só Que Não, e foi destaque no dia 30 de dezembro, quando cantou para mais de 250 mil pessoas na festa de Réveillon de Salvador. Em 2016, Alinne realizou um show solo nos Estados Unidos, desta vez a cantora comandou o evento Cap Cod Brazilian Festival. No final do ano, a cantora gravou seu primeiro DVD da carreira solo, intitulado País da Fantasia, em Salvador, no Rio Vermelho, em 3 de abril de 2016, fazendo parte das comemorações do aniversário de 467 anos da cidade. Alinne lançou seu DVD, País da Fantasia, com um show no X Factor. Aquele Fogo foi lançado em fevereiro de 2017, estando entre as mais tocadas e ficando na 53ª posição do Top Song' da Brazilian iTunes Charts. No mesmo ano, a cantora aceitou participar de Shake It Out, novo single do DJ brasileiro Tommy Love junto com Lorena Simpson. A música esteve na 72ª posição do Top Songs da Brazilian iTunes Charts. Ainda no mesmo ano, Alinne esteve na edição de outono da revista masculina Playboy. 
Em 2018, Alinne lança um novo Bloco Carnavalesco "O Vale" com o mesmo título de sua nova música, Vale (Tô No Vale), uma releitura do clássico Eu Quero Vale do cantor Carlinhos Brown. No mesmo ano a cantora participou do "Joy Búzios Festival" no Rio de Janeiro. Em setembro, Alinne foi umas das atrações da 23ª Parada do Orgulho LGBTI no Rio de Janeiro. Em outubro, Alinne foi uma das atrações do Sun Music Festival, onde dividiu o palco com uns dos ícones do Rock Internacional, Dave Evans, ex-integrante do AC/DC. Em novembro, Alinne participou pela primeira vez no Festival Folianópolis em Santa Catarina.

Alinne Rosa foi a primeira cantora brasileira a ser jurada do X Factor (Brasil).

Alinne Rosa já concorreu título de "Rainha" pela revista norte-americana Billboard.

No dia 2 de dezembro de 2013, durante uma coletiva de imprensa com Alinne e o empresário da banda, Windson Silva, foi anunciada a saída da cantora em carreira solo após 10 anos. No dia 5 de março de 2014, a cantora Vina Calmon assumiu o seu lugar. Alinne gravou a faixa Complicamos Demais, para a nova novela das oito Em Família, escrita por Manoel Carlos e dirigida por Jayme Monjardim, produzida especialmente para a personagem protagonista da trama, Helena Fernandes, vivida por Júlia Lemmertz. A canção foi incluída em seu extended play (EP) Estilo Meu, lançado pela gravadora Som Livre. A cantora estreou no Carnaval em 2015, com os Blocos Eu Vou e Papa, ambos no circuito Dodô e Osmar.
Em 2016, Alinne tornou-se jurada do reality show musical da Rede Bandeirantes, X Factor Brasil. Ela gravou seu primeiro DVD da carreira solo, intitulado País da Fantasia em Salvador no Rio Vermelho no dia 3 de abril de 2016, fazendo parte das comemorações do aniversário de 467 anos da cidade. Um EP com mesmo nome foi lançado em antecipação para o DVD em agosto de 2016 O DVD foi lançado em 11 de novembro, com a faixa-título como carro chefe, atigindo a marca de 920 mil visualizações no youtube em menos de 6 meses. Em 2017, Alinne foi umas das cantoras de Axé music indicada pela revista norte-americana Billboard em uma enquete para saber quem era a "Rainha do Carnaval de Salvador 2017". Em maio, Alinne posa para a edição de outono da revista masculina Playboy.

## Trabalhos musicais

### Participações
Alinne participou da música pop eletrônica Shake It Out do DJ Brasileiro Tommy Love, junto com Lorena Simpson. A canção gravada com eles ganhou videoclipe, que já esta tocando em diversos estados do Brasil.
Juntos foi criada a partir de uma parceria entre Alinne Rosa, Di Ferrero, Paulo Miklos e Rick Bonadio, jurados do X-Factor Brasil.
A cantora gravou Janaína com Bruno Gouveia, Fácil de Entender com Jorge Vercillo, Uma Noite e Meia com Daniela Mercury, Cheiro de Amor no Ar com Armandinho, Poera Cristalina com Durval, 100% Amor com Wesley Safadão, A Vida é Festa com Netinho, Onde Você Mora com Toni Garrido, Cinema Mundo com Tuca Fernandes, Rosa com Olodum, Quixabeira com Carla Visi, Canto ao Pescador com Márcia Freire e Baby/Amor de Sobremesa com Pablo.

### Discografia
| Ano  | Álbum Cheiro de Amor                                                 | Gravadora       | BRA Top 20 | BRA Top 30 | Vendas         | Certificações               |
| ---- | -------------------------------------------------------------------- | --------------- | ---------- | ---------- | -------------- | --------------------------- |
| 2003 | Adrenalyne Pura ao Vivo - CD                                         | Universal Music | #1 posição | #1 posição | 120.000        | ABPD: Ouro                  |
| 2004 | De bem com a Vida - CD                                               | Universal Music | #1 posição | #1 posição | 110.000        | ABPD: Ouro                  |
| 2005 | Banda Cheiro de Amor - Ao Vivo CD Banda Cheiro de Amor - Ao Vivo DVD | Universal Music | #1 posição | #1 posição | 250.000 25.000 | ABPD: 2× Platina ABPD: Ouro |
| 2006 | Tudo Mudou de Cor - CD                                               | EMI Brasil      | #2 posição | #3 posição | 50.000         | ABPD: Ouro                  |
| 2009 | Banda Cheiro de Amor Acústico CD Banda Cheiro de Amor Acústico DVD   | Universal Music | #1 posição | #1 posição | 50.000 25.000  | ABPD: Ouro ABPD: Ouro       |
| 2010 | Axé Mineirão CD Axé Mineirão DVD                                     | Universal Music | #1 posição | #1 posição | 40.000         | ---                         |
| 2013 | Flores - CD                                                          | Universal Music | #7 posição | #8 posição | 40.000         | ---                         |

| Ano  | Solo                      | Gravadora    | iTunes Brasil | BRA Top 33 | Vendas | Certificações |
| ---- | ------------------------- | ------------ | ------------- | ---------- | ------ | ------------- |
| 2014 | Estilo Meu - EP           | Som Livre    | #18           | ---        | ---    | ---           |
| 2015 | País Da Fantasia - EP     | Independente | #40           | ---        | ---    | ---           |
| 2016 | País Da Fantasia - DVD/CD | Independente | #40           | ---        | ---    | ---           |

### Vídeoclipes
| Título                                              | Ano  | Diretor (es)     | Produtora                   |
| --------------------------------------------------- | ---- | ---------------- | --------------------------- |
| "Complicamos Demais"                                | 2014 | Rafael Almeida   | Rafael Almeida (RA3 Filmes) |
| "Nada Está Normal"                                  | 2015 | Filipe Rodrigues | Dudu Borges (Estúdio VIP)   |
| "Shake It Out" (feat. Alinne Rosa e Lorena Simpson) | 2017 | Tommy Love       | Tommy Love                  |
| "Vale (Tô No Vale)"                                 | 2018 | Og Marcelo       | Og Marcelo                  |

### Como artista convidada
| Título                                                         | Ano  | Álbum                         |
| -------------------------------------------------------------- | ---- | ----------------------------- |
| "A Vida é Festa" (Netinho feat. Alinne Rosa)                   | 2009 | DVD Netinho e a Caixa Mágica  |
| "100% Amor" (Wesley Safadão feat. Alinne Rosa)                 | 2012 | DVD Uma Nova História         |
| "Baby" (Pablo feat. Alinne Rosa)                               | 2013 | DVD Arrocha Brasil            |
| "Desse Remexe" (Gabriel Diniz) feat. Alinne Rosa)              | 2015 | DVD GD At The Park            |
| "Shake It Out" (Tommy Love feat. Alinne Rosa e Lorena Simpson) | 2017 | EP You & I (Complete Edition) |
| "Acelera" (Jenni Mosello feat. Alinne Rosa)                    | 2019 |                               |
| "Te Chamar de Linda" (Bruninho & Davi feat. Alinne Rosa)       | 2019 | DVD Bruninho e Davi 10 anos   |

### Temas de novelas
| N.º | Título               | Música      | Personagem |
| --- | -------------------- | ----------- | ---------- |
| 5   | "Complicamos Demais" | Alinne Rosa | Helena     |

## Filmografia

### Televisão
| Ano  | Programa             | Personagem        | Nota                              |
| ---- | -------------------- | ----------------- | --------------------------------- |
| 2012 | O Brado Retumbante   | Alessandra Ferrão | Episódio: "17 de janeiro de 2012" |
| 2015 | Mulheres Que Brilham | Jurada            | 5°Temporada                       |
| 2016 | X Factor (Brasil)    | Jurada            | 1ª Temporada                      |
| 2015 | Globo de Ouro        | Ela mesma         | Globo de Ouro Palco VIVA Axé      |
| 2016 | Bate & Volta         | Ela mesma         | 1° temporada                      |
| 2017 | Dancing Brasil       | Participante      | 2ª Temporada                      |

## Reconhecimento

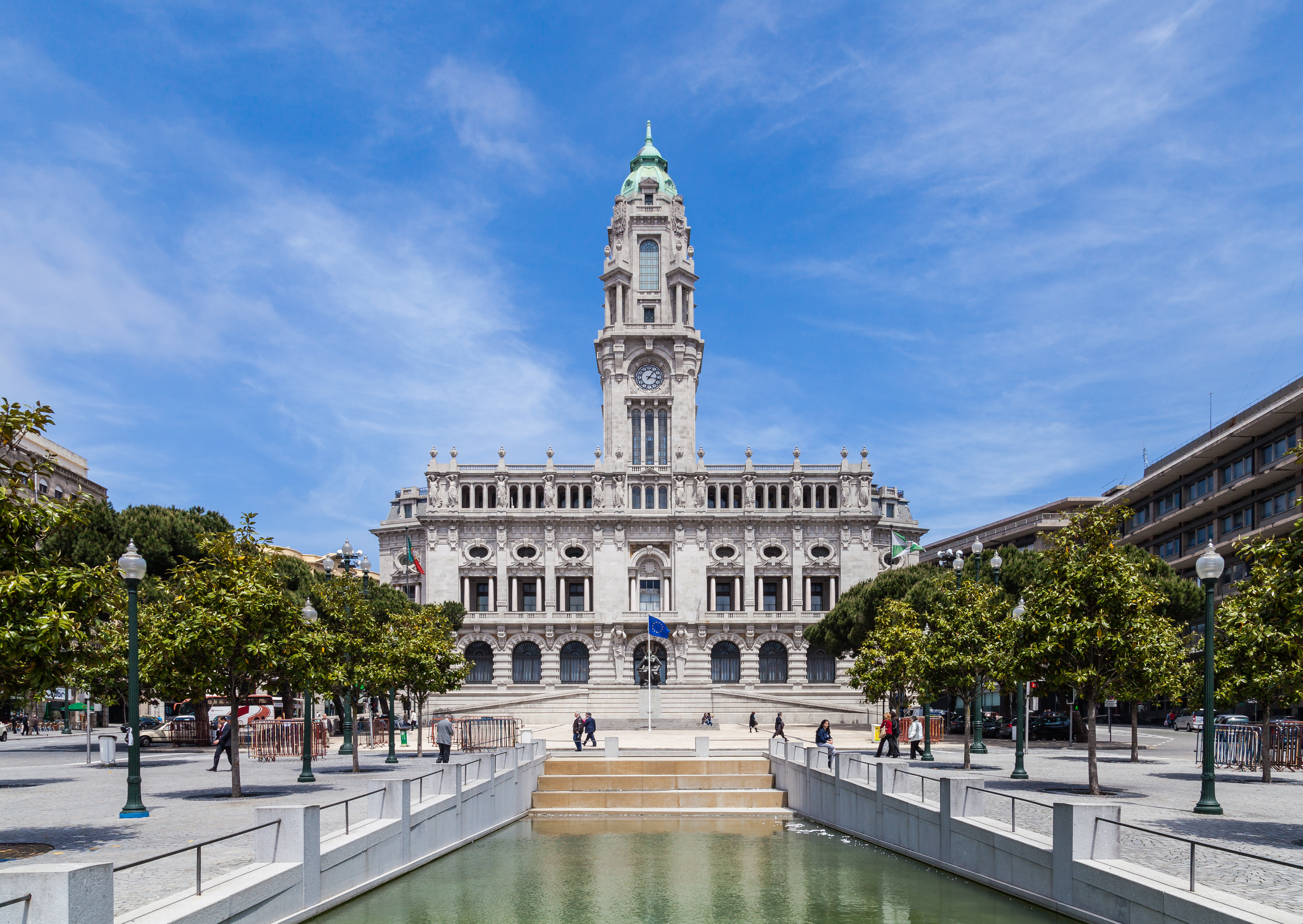
Alinne Rosa faz turnê com Cheiro de Amor por Portugal. As cidades de Madeira, Lisboa, Porto, Faro, Montegordo, Lousada e Oeiras, estão no roteiro do grupo que a cada apresentação se consolida no mercado musical como um dos grandes destaques da axé music.

### Prêmios e indicações
| Prêmio                     | Ano  | Categoria                                    | Indicação                    | Resultado |
| -------------------------- | ---- | -------------------------------------------- | ---------------------------- | --------- |
| Billboard                  | 2017 | "Rainha do Carnaval Brasileiro" 2017         |                              | Indicado  |
| TOP TV Mulheres (RecordTV) | 2010 | Vocalistas Mais Belas do Atualidade no Mundo |                              | Indicado  |
| Troféu "IH, MIGA!"         | 2019 | Melhor Cantora do Carnaval de Salvador       |                              | Venceu    |
| Troféu Castro Alves        | 2007 | Melhor Cantora                               |                              | Venceu    |
| Troféu Castro Alves        | 2010 | Melhor Cantora                               |                              | Venceu    |
| Troféu Castro Alves        | 2010 | Melhor Banda de Axé                          | Cheiro de Amor               | Indicado  |
| Troféu Castro Alves        | 2010 | Melhor Performance Feminina                  |                              | Indicado  |
| Troféu Castro Alves        | 2011 | Melhor Cantora                               |                              | Venceu    |
| Troféu Castro Alves        | 2011 | Melhor Banda de Axé                          | Cheiro de Amor               | Indicado  |
| Troféu Castro Alves        | 2011 | Melhor Performance Feminina                  |                              | Indicado  |
| Troféu Castro Alves        | 2012 | Melhor Cantora                               |                              | Indicado  |
| Troféu Castro Alves        | 2012 | Melhor Banda de Axé                          | Cheiro de Amor (Alinne Rosa) | Indicado  |
| Troféu Castro Alves        | 2012 | Melhor Performance Feminina                  |                              | Indicado  |
| Troféu Castro Alves        | 2012 | Melhor Bloco Circuito Osmar                  | Bloco Cheiro                 | Indicado  |
| Troféu Castro Alves        | 2014 | Melhor Bloco Mistura                         | Bloco Yes                    | Venceu    |
| Troféu Castro Alves        | 2014 | Melhor Cantora                               |                              | Indicado  |
| Troféu Castro Alves        | 2017 | Melhor Cantora de Carnaval                   |                              | Indicado  |
| Troféu Castro Alves        | 2017 | Melhor Performance Feminina                  |                              | Indicado  |
| Troféu Band Folia          | 2006 | Melhor Cantora                               |                              | Indicado  |
| Troféu Band Folia          | 2007 | Melhor Cantora                               |                              | Indicado  |
| Troféu Band Folia          | 2008 | Melhor Cantora                               |                              | Indicado  |
| Troféu Band Folia          | 2009 | Melhor Cantora                               |                              | Indicado  |
| Troféu Band Folia          | 2009 | Cantora Revelação                            |                              | Venceu    |
| Troféu Band Folia          | 2010 | Melhor Cantora                               |                              | Indicado  |
| Troféu Band Folia          | 2011 | Melhor Cantora                               |                              | Indicado  |
| Troféu Band Folia          | 2012 | Melhor Cantora                               |                              | Indicado  |
| Troféu Band Folia          | 2012 | Melhor Música                                | Me Agarra                    | Indicado  |
| Troféu Band Folia          | 2013 | Melhor Cantora                               |                              | Indicado  |
| Troféu Band Folia          | 2014 | Melhor Cantora                               |                              | Indicado  |
| Troféu Band Folia          | 2015 | Melhor Cantora                               |                              | Indicado  |
| Troféu Band Folia          | 2016 | Melhor Cantora                               |                              | Indicado  |
| Troféu Band Folia          | 2017 | Melhor cantora                               |                              | Indicado  |
| Troféu Dodô e Osmar        | 2004 | Cantora Revelação                            |                              | Venceu    |
| Troféu Dodô e Osmar        | 2004 | Melhor Abadá Avenida                         | Cheiro de Amor (Alinne Rosa) | Venceu    |
| Troféu Oscar Folia         | 2010 | Melhor Cantora                               |                              | Venceu    |
| Troféu Oscar Folia         | 2011 | Melhor Cantora                               |                              | Venceu    |
| Troféu Oscar Folia         | 2011 | Melhor Banda de Axé                          | Cheiro de Amor (Alinne Rosa) | Indicado  |
| Troféu Oscar Folia         | 2012 | Melhor Cantora                               |                              | Venceu    |
| Troféu Oscar Folia         | 2012 | Melhor Banda de Axé                          | Cheiro de Amor (Alinne Rosa) | Indicado  |
| Troféu Oscar Folia         | 2013 | Melhor Cantora                               |                              | Venceu    |
| Troféu Oscar Folia         | 2015 | Melhor Cantora                               |                              | Venceu    |
| Troféu Oscar Folia         | 2015 | Melhor Atração da Pipoca                     |                              | Indicado  |
| Troféu Oscar Folia         | 2019 | Melhor Cantora                               |                              | Venceu    |

### Chart Top 100 iTunes Brasil - Melhores posições
| Albums                | Posição | Ano  |
| --------------------- | ------- | ---- |
| Estilo Meu - EP       | #18     | 2014 |
| País da Fantasia - EP | #40     | 2016 |
| Música                | Posição | Ano  |
| Aquele Fogo           | #53     | 2017 |

### Chart Top 100 iTunes Brasil - As músicas mais vendidas do ano
| Música             | Posição | Ano  |
| ------------------ | ------- | ---- |
| Complicamos Demais | #99     | 2014 |

### Top 10 Sua Música - As músicas mais tocadas/baixadas
O mais versátil Portal de entretenimento de áudio do Brasil.
| Top Single   | Posição Mais Tocados do Dia | Posição Mais Baixados do Dia | Data       |
| ------------ | --------------------------- | ---------------------------- | ---------- |
| Vamos Ativar | #8                          | #9                           | 24/01/2019 |